# Corpo de funções de uma variedade algébrica
Em geometria algébrica, o corpo de funções de uma variedade algébrica V consiste de objetos os quais são interpretados como funções racionais sobre V. Em geometria algébrica complexa existem funções meromorfas e suas análogas de dimensões mais altas; em geometria algébrica clássica elas são razões entre polinômios; em geometria algébrica moderna elas são elementos de algum corpo de frações.

## Definição para variedades complexas
Mais precisamente, em geometria algébrica complexa os objetos de estudo são variedades analíticas complexas, sobre as quais temos uma noção local de análise complexa, através das quais podemos definir funções meromorfas. O corpo de funções é então o conjunto de todas as funções meromorfas sobre a variedade. Para efeitos de comparação, é útil ter em mente que, para a esfera de Riemann, a qual é a variedade P1 sobre os números complexos, as funções globais meromorfas são exatamente as funções racionais (isto é, as razões de funções polinomiais complexas). Em qualquer caso, as funções meromorfas formam um corpo, o corpo de funções.

## Construção na geometria algébrica
Na geometria algébrica clássica, generaliza-se o segundo ponto de vista. Começa-se por notar-se que mesmo para a esfera de Riemann, acima, a noção de um polinômio não é definida globalmente, mas apenas num sistema de coordenadas afim, ou seja, que consiste no plano complexo (todos os pontos exceto o pólo norte da esfera). Em uma variedade geral V, definimos uma função racional em um subconjunto aberto afim U como a razão de dois polinômios no anel de coordenadas afim de U, e uma função racional em todo o V consistindo de tais dados locais os quais concordam nas interseções de abertos afins. O corpo de frações de V coincide com o corpo de frações do anel de coordenadas afim de qualquer subconjunto afim aberto, uma vez que todos os abertos são densos.

## Generalização para um esquema qualquer
No cenário mais geral, da moderna teoria de esquemas, tomamos o último ponto de vista acima como um ponto de partida. Ou seja, se X é um esquema integral, então cada subconjunto aberto afim U é um domínio integral e, portanto, tem um corpo de frações. Além disso, pode-se verificar que estes são todos os mesmos, e são todos iguais ao anel local do ponto genérico de X. Assim, o corpo de frações de X é apenas o corpo de frações do anel local de seu ponto genérico. Este ponto de vista é desenvolvido adicionalmente em corpo de funções (teoria de esquemas).

## Geometria do corpo de frações
Se V é uma variedade sobre um corpo K, então o corpo de funções K(V) é uma extensão do corpo base K sobre a qual V está definida, o seu grau de transcendência é igual a dimensão da variedade. Todas as extensões de K que são finitamente geradas como corpos surgem deste jeito de alguma variedade algébrica.
Propriedades da variedade V que dependem apenas do corpo de função são estudadas em geometria birracional.

## Exemplos
O corpo de funções de um ponto sobre K é K.
O corpo de funções da reta afim sobre K é isomorfo ao corpo K(t) de funções racionais em uma variável. Este é também o corpo de funções da reta projetiva.
Considere a curva plana afim definida pela equação {\displaystyle y^{2}=x^{5}+1}. Seu corpo de funções é o corpo de funções K(x,y), gerado pelos elementos transcendentais x e y sobre K satisfazendo a relação algébrica acima.